# Алея Нікель
Алея Ноель Нікель (англ. Aleah Noelle Nickel; нар. 5 вересня 2001, Свіфт-Каррент, Саскачеван) — канадська борчиня вільного стилю, бронзова призерка Панамериканського чемпіонату, чемпіонка Франкомовних ігор.

## Життєпис
Навчається на факультеті кінезіології, спорту та рекреації Альбертського університету.

## Спортивні результати на міжнародних змаганнях

### Виступи на Чемпіонатах світу
| Змагання                        | Збірна | Вагова категорія          | Місце |
| ------------------------------- | ------ | ------------------------- | ----- |
| Чемпіонат світу з боротьби 2022 | Канада | жіноча боротьба, до 65 кг | 12    |
| Чемпіонат світу з боротьби 2023 | Канада | жіноча боротьба, до 65 кг | 17    |
| Чемпіонат світу з боротьби 2024 | Канада | жіноча боротьба, до 72 кг | 17    |

### Виступи на Панамериканських чемпіонатах
| Змагання                                   | Збірна | Вагова категорія          | Місце  |
| ------------------------------------------ | ------ | ------------------------- | ------ |
| Панамериканський чемпіонат з боротьби 2023 | Канада | жіноча боротьба, до 65 кг | Бронза |

### Виступи на Франкомовних іграх
| Змагання              | Збірна | Вагова категорія          | Місце  |
| --------------------- | ------ | ------------------------- | ------ |
| Франкомовні ігри 2023 | Канада | жіноча боротьба, до 62 кг | Золото |

### Виступи на інших змаганнях
| Змагання                                 | Збірна | Вагова категорія          | Місце  |
| ---------------------------------------- | ------ | ------------------------- | ------ |
| Кубок Канади з боротьби 2019             | Канада | жіноча боротьба, до 59 кг | 5      |
| Кубок Канади з боротьби 2022             | Канада | жіноча боротьба, до 62 кг | Срібло |
| Гран-прі Іспанії з боротьби 2022         | Канада | жіноча боротьба, до 65 кг | Срібло |
| Міжнародний меморіал Білла Фаррелла 2023 | Канада | жіноча боротьба, до 62 кг | 4      |
| Гран-прі Іспанії з боротьби 2024         | Канада | жіноча боротьба, до 68 кг | 7      |
| Міжнародний меморіал Білла Фаррелла 2024 | Канада | жіноча боротьба, до 68 кг | Бронза |
| Klippan Lady Open 2025                   | Канада | жіноча боротьба, до 65 кг | Золото |
| Турнір Мухамета Мало 2025                | Канада | жіноча боротьба, до 65 кг | 4      |

### Виступи на змаганнях молодших вікових груп
| Змагання                                                 | Збірна | Вагова категорія          | Місце  |
| -------------------------------------------------------- | ------ | ------------------------- | ------ |
| Панамериканський чемпіонат з боротьби серед кадетів 2016 | Канада | жіноча боротьба, до 52 кг | 8      |
| Панамериканський чемпіонат з боротьби серед кадетів 2018 | Канада | жіноча боротьба, до 61 кг | Срібло |
| Чемпіонат світу з боротьби серед кадетів 2018            | Канада | жіноча боротьба, до 61 кг | 21     |
| Чемпіонат світу з боротьби серед молоді 2022             | Канада | жіноча боротьба, до 65 кг | 8      |
| Чемпіонат світу з боротьби серед молоді 2023             | Канада | жіноча боротьба, до 62 кг | 7      |
| Панамериканський чемпіонат з боротьби серед молоді 2024  | Канада | жіноча боротьба, до 68 кг | Бронза |
| Чемпіонат світу з боротьби серед молоді 2024             | Канада | жіноча боротьба, до 68 кг | 16     |